# پارک ملی پیکوس د اروپا
پارک ملی پیکوس د اروپا (به اسپانیایی: Parque nacional de Picos de Europa) یک منطقهٔ مسکونی در اسپانیا است که در کاستیا و لئون واقع شده‌است.